# Zlatna Panega
La Zlatna Panega (en bulgare : Златна Панега, aussi : Panega, anciennement : Altǎn Panega) est une rivière du centre nord de la Bulgarie.
Elle prend sa source d'une source karstique au village de Zlatna Panega (en) (obchtina de Yablanitsa), dans l'oblast de Lovetch.

## Parcours
La Zlatna Panega traverse les villages de Zlatna Panega (en), Rumyantsevo (en), Petrevene (en) et la ville de Lukovit avant de se jeter dans la rivière Iskar, un affluent à la rive droite du Danube.